# Ondřej Kovařík
Ondřej Kovařík é um político checo eleito membro do Parlamento Europeu em 2019. Desde então ele actua na Comissão de Assuntos Económicos e Monetários. Para além das suas atribuições nas comissões, ele faz parte da delegação do Parlamento para as relações com o Canadá.